# Pokahontaz
Pokahontaz – polska grupa muzyczna wykonująca hip-hop. Powstała w 2003 roku w Katowicach na kanwie rozwiązanego tego samego roku tria Paktofonika. W jej skład wchodzą raperzy Rahim i Fokus oraz DJ West. Twórczość zespołu charakteryzuje odejście od typowego dla polskiej sceny hip-hopu, opartego na konfrontacji i nacisku na przekaz artystyczny. Muzyka Pokahontaz zawiera wpływy szeroko pojętej muzyki elektronicznej z tekstami skoncentrowanymi na warsztacie wykonawczym.

## Historia

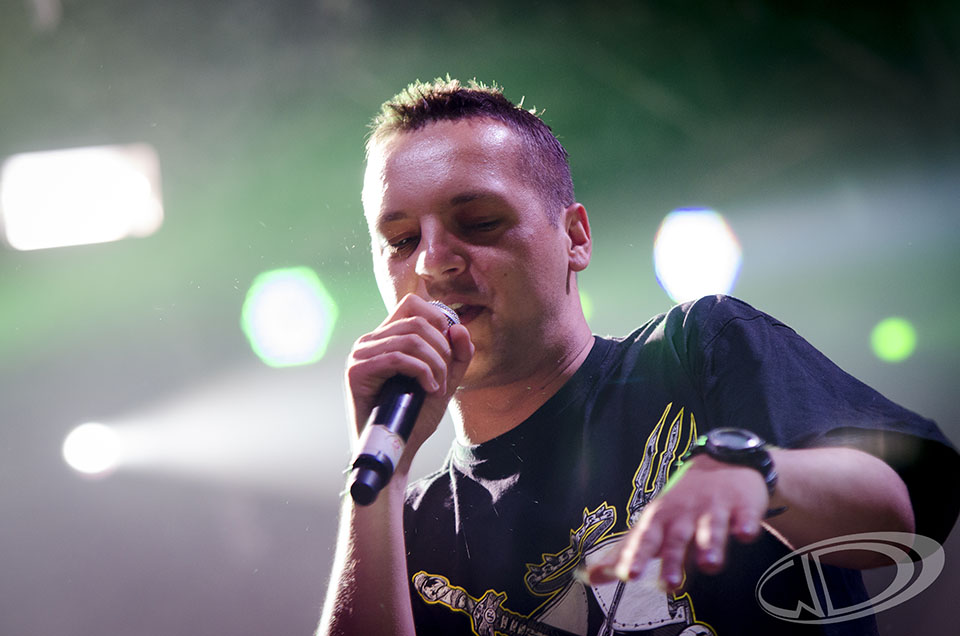
Fokus podczas koncertu w 2013 roku

Grupa powstała w 2003 roku po rozwiązaniu składu Paktofonika. Działalność formacji zainicjowali Fokus, Rahim oraz DJ Bambus. 24 maja 2004 roku ukazał się singel zatytułowany „Wstrząs dla mas” zwiastujący debiutancki album zespołu. Do piosenki powstał także teledysk zrealizowany przez zespół producencki 44PR. Utwór spotkał się z pozytywnym odbiorem sceny muzyki hip-hopowej. Zyskał także pewną popularność w kraju, był notowany na 28. miejscu Szczecińskiej Listy Przebojów Polskiego Radia. W międzyczasie zespół nawiązał współpracę z DJ-em 600V. Efektem był utwór „Chorągievvki”, który znalazł się na wydanym 6 grudnia albumie producenckim Style (operacja zrób to głośniej). Również w 2004 roku zespół wystąpił podczas edycji festiwalu Hip-hop Opole.
17 marca 2005 roku został wydany drugi singel Pokahontaz pt. „Za szybcy się wściekli”. W piosence promowanej teledyskiem w reżyserii Xawerego Tatarkiewicza gościnnie wystąpili ponadto Miuosh i Cichy. Utwór spotkał się z równą przychylnością co pierwszy singel, a także dotarł do 33. miejsca Szczecińskiej Listy Przebojów. Debiutancki album Receptura ukazał się 2 kwietnia 2005 r. nakładem wytwórni muzycznej Kreska Records. Na płycie znalazły się utwory wyprodukowane przez Rahima, Minixa, Miuosha, Fokusa i DJ-a 600V, który także zmiksował i zmasterował nagrania. Z kolei wśród gości na wydawnictwie znaleźli się m.in. Śliwka Tuitam, Kams oraz członkowie zespołu Projektor. Materiał dotarł do 1. miejsca zestawienia OLiS. W ramach promocji utworu „Nie1” został zrealizowany trzeci teledysk, ponownie w reżyserii Xawerego Tatarkiewicza. Zespół odbył ponadto trasę koncertową wraz z wrocławskim składem Kanał Audytywny.
W międzyczasie we współpracy z producentem IGS-em twórcy nagrali utwór „Podpisz ten papier”, który ukazał się na albumie producenckim Na klucz. Pod koniec 2005 roku, do sklepów miała trafić reedycja płyty Receptura, pod nazwą R+. Miała zawierać utwory pochodzące z debiutu i remiksy m.in. w wykonaniu DJ-a 5:CET. Ostatecznie wydawnictwo pt. DJ 5:CET Prezentuje: R+ zostało udostępnione bezpłatnie w formie digital download na oficjalnej stronie internetowej zespołu. Na początku 2006 roku ukazała się kompilacja Dobre składy na której ukazał się remiks utworu „Równowaga”. Następnie zespół odbył trasę koncertową promującą cyfrowy album. W koncertach uczestniczył również zespół Projektor i Minix. 17 maja, nakładem Golkonda Recordzz do sprzedaży trafiła kompilacja Silesia na kradzionych bitach z remiksem piosenki „Do amnezji”.

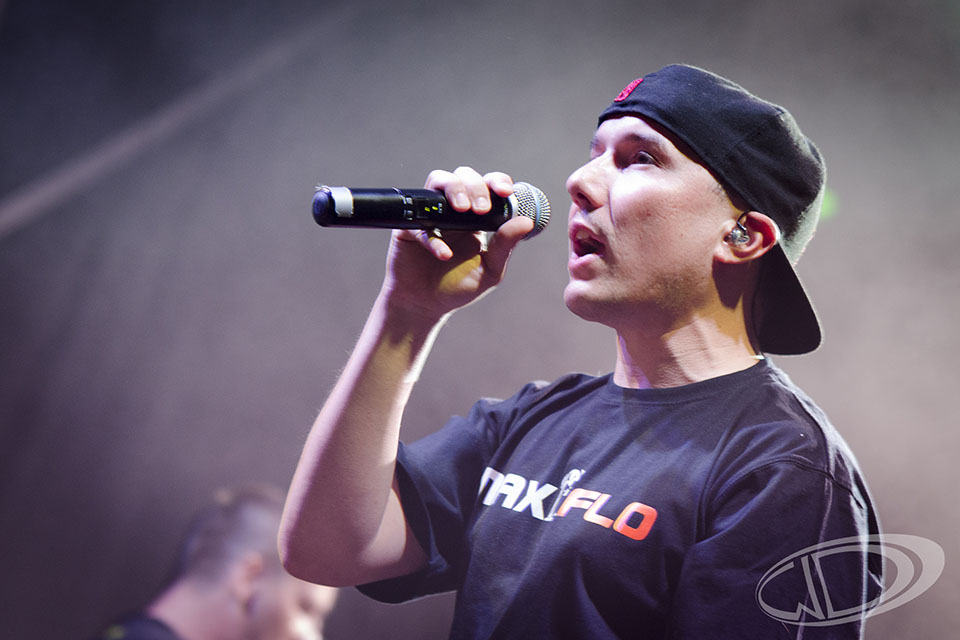
Rahim podczas koncertu w 2013 roku

W 2007 roku w zespole doszło do rozłamu na tle finansowym. W efekcie jego skład opuścił Rahim. Jednakże konflikt został szybko zażegnany i formacja kontynuowała działalność. Pod koniec roku na albumie producenckim Rahima – DynamoL znalazła się piosenka „Cyfroni” w wykonaniu Pokahontaz. W międzyczasie grupa z utworem „W życiu bywa różnie” znalazła się na kompilacji Silesia na śląskich bitach. Wcześniej współpracę z L.U.C-iem nawiązał Rahim. W efekcie powstał wspólny album raperów pt. Homoxymoronomatura (2007). W 2008 roku w efekcie współpracy z zespołem MeriDialu powstała piosenka „Sierściuchy”, która ukazała się na płycie Dekada. W listopadzie został wydany album solowy L.U.C.-a – Planet L.U.C na którym znalazł się zarejestrowany wraz z Pokahontaz utwór pt. „Co z tą Polską? – Soviet Mental Kisiel”. Tego samego miesiąca ukazał się solowy debiut Fokusa pt. Alfa i Omega. Rok później formacja gościła na płycie Ras Luty – Jeśli słyszysz w utworze „Miasto stoi w ogniu”. Natomiast pod koniec roku do sprzedaży trafił album producencki KRI. – Kunszt z utworem „W głowach się popierdoliło” nagranym wspólnie z Pokahontaz.
W 2010 roku ukazały się dwie solowe produkcje Rahima Podróże po amplitudzie i Amplifikacja. Rok później został wydany drugi solowy album Fokusa Prewersje, a także mixtape Rahima zatytułowany 33 Obroty Mixtape. Następnie po zakończeniu promocji solowych projektów członkowie Pokahontaz rozpoczęli prace nad kolejny albumem studyjnym. Pierwszy zwiastujący wydawnictwo utwór zatytułowany „Kuszenie” został opublikowany pod koniec roku w formie digital stream na profilu YouTube Pokahonataz. Piosenka ukazała się w sierpniu 2012 roku na kompilacji MaxFloRec – Podaj dalej vol.2. Drugi album formacji został wyprodukowany w większości przez gliwickiego producenta DiNO, znanego m.in. ze współpracy z takimi wykonawcami jak Grubson, Skorup oraz Majkel. Z kolei wśród gości na płycie znalazł się m.in. duet Emilyrose w którego skład wchodzą Lilu i Emilia. Premiera płyty zatytułowanej Rekontakt odbyła się 19 października 2012 roku. Album ukazał się dzięki współpracy wytwórni MaxFloRec i FoAna.
W marcu 2014 r. wyszedł klip do utworu „Habitat” zwiastującego trzecią płytę Pokahontaz, Reversal, która tak jak poprzednia otrzymała status złotej płyty.
21 października 2016 roku zostaje wypuszczony album pt. Rekolekcja. W jego skład wchodzą dwie ostatnie płyty grupy: Rekontakt i Reversal oraz płyta z remiksami z obu tych albumów. Tego samego dnia wyszedł kawałek „Nowy rozdział” zapowiadający 4. album zespołu.
W 2017 roku w miejsce DJ Bambusa do przychodzi DJ West. 6 czerwca wychodzi już drugi singiel „Kalendarze” z gościnnym udziałem Tymka. Niecały miesiąc po premierze ostatniego kawałka wychodzi kolejny „Stawiam dziś”. Produkcją piosenek, jak i całego albumu zajął się White House.
W 2020 roku w Polsce ukazała się biografia autorstwa Sebastiana „Rahima” Salberta i Przemysława Corso wydana nakładem Wydawnictwa SQN.
Na koncertach w 2023 i 2024 roku zespołowi towarzyszył DJ Montan (właśc. Kamil Kasperek).

## Dyskografia
Albumy
| Rok  | Dane dot. albumu                                                                                  | Pozycja na liście | Sprzedaż       | Certyfikat          |
| Rok  | Dane dot. albumu                                                                                  | POL               | Sprzedaż       | Certyfikat          |
| ---- | ------------------------------------------------------------------------------------------------- | ----------------- | -------------- | ------------------- |
| 2005 | REceptura - Data: 2 kwietnia 2005 - Wydawca: Kreska Records, Pomaton EMI - Format: CD             | 1                 | - POL: 6 000+  |                     |
| 2012 | REkontakt - Data: 19 października 2012 - Wydawca: MaxFloRec, FoAna - Format: CD, digital download | 2                 | - POL: 15 000+ | - złota płyta       |
| 2014 | REversal - Data: 20 sierpnia 2014 - Wydawca: MaxFloRec - Format: CD, digital download             | 2                 | - POL: 15 000+ | - ZPAV: złota płyta |
| 2016 | REkolekcja - Data: 21 października 2016 - Wydawca: MaxFloRec - Format: CD, digital download       | 14                |                |                     |
| 2017 | REset - Data: 1 grudnia 2017 - Wydawca: MaxFloRec - Format: CD, digital download                  | 13                | - POL: 15 000+ | - ZPAV: złota płyta |
| 2019 | Renesans - Data: 28 czerwca 2019 - Wydawca: MaxFloRec - Format: CD, digital download              | 2                 |                |                     |

Remiks album
| Ro   | Dane dot. albumu                                                                               |
| ---- | ---------------------------------------------------------------------------------------------- |
| 2005 | DJ 5:CET Prezentuje: R+ - Data: grudzień 2005 - Wydawca: Pokahontaz - Format: digital download |

Single
| Rok                                                      | Tytuł                                                     | Pozycja na liście | Pozycja na liście | Pozycja na liście | Pozycja na liście | Pozycja na liście | Certyfikat              | Album     |
| Rok                                                      | Tytuł                                                     | LP3               | SLiP              | 30TON             | RMF               | UWM               | Certyfikat              | Album     |
| -------------------------------------------------------- | --------------------------------------------------------- | ----------------- | ----------------- | ----------------- | ----------------- | ----------------- | ----------------------- | --------- |
| 2004                                                     | „Wstrząs dla mas”                                         | –                 | 28                | –                 | –                 | –                 |                         | REceptura |
| 2005                                                     | „Za szybcy się wściekli”                                  | –                 | 29                | 3                 | –                 | –                 |                         | REceptura |
| 2012                                                     | „Róża wiatrów”                                            | –                 | –                 | –                 | –                 | –                 |                         | REkontakt |
| 2012                                                     | „Niemiłość” (gościnnie: Pezet)                            | –                 | –                 | –                 | –                 | –                 |                         | REkontakt |
| 2013                                                     | „Przestań (Zetena RMX)” – Bob One (gościnnie: Pokahontaz) | –                 | –                 | –                 | 16                | –                 |                         | REversal  |
| 2014                                                     | „Habitat”                                                 | –                 | –                 | –                 | –                 | –                 |                         | REversal  |
| 2014                                                     | „W ruch”                                                  | –                 | –                 | –                 | –                 | –                 |                         | REversal  |
| 2014                                                     | „Przeciwwaga”                                             | –                 | –                 | –                 | –                 | –                 |                         | REversal  |
| 2014                                                     | „Desperado2”                                              | –                 | –                 | –                 | –                 | –                 |                         | REversal  |
| 2016                                                     | „Nowy Rozdział”                                           | –                 | –                 | –                 | –                 | –                 |                         | REset     |
| 2017                                                     | „Kalendarze”(gościnnie: Tymek)                            | –                 | –                 | –                 | –                 | –                 |                         | REset     |
| 2017                                                     | „Stawiam dziś”                                            | –                 | –                 | –                 | –                 | –                 |                         | REset     |
| 2018                                                     | „404” (gościnnie: Kaliber 44)                             | 16                | 4                 | –                 | –                 | 31                | - ZPAV: platynowa płyta | REset     |
| 2018                                                     | „Z innej bajki”                                           | –                 | 48                | –                 | –                 | –                 |                         | Renesans  |
| 2019                                                     | „Średniowiecze” (gościnnie: Donguralesko)                 |                   |                   |                   |                   |                   | - ZPAV: złota płyta     | Renesans  |
| „–” oznacza, że singel nie był notowany na danej liście. |                                                           |                   |                   |                   |                   |                   |                         |           |

Inne
| Rok  | Album                                       | Utwór | Źródło |
| ---- | ------------------------------------------- | --- | ------ |
| 2004 | DJ 600V – Style (operacja zrób to głośniej) | „Chorągievvki” (gościnnie: Pokahontaz)                                                                     | [ 43 ] |
| 2005 | IGS – Na klucz                              | „Podpisz ten papier (wersja oryginalna)” (gościnnie: Pokahontaz)                                           | [ 44 ] |
| 2006 | Dobre składy (kompilacja)                   | „Równowaga (Grafit RMX)”                                                                                   | [ 45 ] |
| 2006 | Silesia na kradzionych bitach (kompilacja)  | „Do amnezji (Maj2005 RMX)”                                                                                 | [ 46 ] |
| 2007 | Rahim – DynamoL                             | „Cyfroni” (gościnnie: Pokahontaz)                                                                          | [ 47 ] |
| 2007 | Silesia na śląskich bitach (kompilacja)     | „W życiu bywa różnie”                                                                                      | [ 48 ] |
| 2008 | MeriDialu – Dekada                          | „Sierściuchy” (gościnnie: Pokahontaz)                                                                      | [ 49 ] |
| 2008 | Hip-Hop.pl Składanka 2008 (kompilacja)      | „Cyfroni”                                                                                                  | [ 50 ] |
| 2008 | L.U.C. – Planet L.U.C                       | „Co z tą Polską? – Soviet Mental Kisiel” (gościnnie: Pokahontaz, Dawid Szczęsny)                           | [ 51 ] |
| 2009 | Ras Luta – Jeśli słyszysz                   | „Miasto stoi w ogniu” (gościnnie: Mrozu, Pokahontaz)                                                       | [ 52 ] |
| 2009 | KRI. – Kunszt                               | „W głowach się popierdoliło” (gościnnie: Pokahontaz)                                                       | [ 53 ] |
| 2012 | MaxFloRec – Podaj dalej vol.2 (kompilacja)  | „Kuszenie”                                                                                                 | [ 54 ] |
| 2013 | Bob One – Twój ruch                         | „Przestań (Zetena RMX)” (gościnnie: Pokahontaz)                                                            | [ 55 ] |
| 2014 | White House – Kodex 5 Elements              | „5-ty” (gościnnie: Pokahontaz, Grubson, P.A.F.F.) „5-ty (P.A.F.F. Remix)” (gościnnie: Pokahontaz, Grubson) | [ 56 ] |

## Teledyski
| Rok  | Tytuł                                                     | Reżyseria/Realizacja | Album     | Źródło |
| ---- | --------------------------------------------------------- | -------------------- | --------- | ------ |
| 2004 | „Wstrząs dla mas”                                         | 44PR                 | Receptura | [ 57 ] |
| 2005 | „Nie1”                                                    | Xawery Tatarkiewicz  | Receptura | [ 58 ] |
| 2005 | „Za szybcy się wściekli” (gościnnie: Miuosh, Cichy)       | Xawery Tatarkiewicz  | Receptura | [ 59 ] |
| 2008 | Rahim – „Cyfroni” (gościnnie: Pokahontaz)                 | Przedmarańcza        | DynamoL   | [ 60 ] |
| 2012 | „Róża wiatrów”                                            | Przedmarańcza        | Rekontakt | [ 61 ] |
| 2012 | „Niemiłość” (gościnnie: Pezet)                            | Holeinmoon           | Rekontakt | [ 62 ] |
| 2013 | „Pompuj pompuj”                                           | 2nd Door On The Left | Rekontakt | [ 63 ] |
| 2013 | „Stroboskopy”                                             | Xawery Tatarkiewicz  | Rekontakt | [ 64 ] |
| 2013 | Bob One – „Przestań (Zetena RMX)” (gościnnie: Pokahontaz) | 2nd Door On The Left | Reversal  | [ 65 ] |
| 2014 | „Habitat”                                                 | AG Studio            | Reversal  | [ 66 ] |
| 2014 | „W ruch”                                                  | Michał Szewczulak    | Reversal  | [ 67 ] |
| 2014 | „Przeciwwaga”                                             | Przedmarańcza        | Reversal  | [ 68 ] |
| 2014 | „Życie jest piękne”                                       | Grzegorz Górecki     | Reversal  | [ 69 ] |
| 2014 | „Desperado2” (gościnnie: Buka, Kleszcz)                   | AG Studio            | Reversal  | [ 70 ] |
| 2015 | „Serum” (gościnnie: Wuzet)                                | Sky Piastowskie      | Reversal  | [ 71 ] |
| 2016 | „Nowy rozdział”                                           | Delaflow             | Reset     | [ 72 ] |
| 2017 | „Kalendarze”(gościnnie: Tymek)                            | Michał Schwierc      | Reset     |        |
| 2017 | „Stawiam dziś”                                            | 3/4udgs LAB          | Reset     |        |
| 2017 | „Z buta w drzwi”                                          | Przedmarańcza        | Reset     |        |
| 2017 | „Czarne lustra”(gościnnie: Bob One)                       | Tworzywo             | Reset     |        |
| 2017 | „404”(gościnnie: Kaliber 44)                              | Przedmarańcza        | Reset     |        |

## Nagrody i wyróżnienia
| Rok  | Kategoria                | Nagroda   | Uwagi     | Źródło |
| ---- | ------------------------ | --------- | --------- | ------ |
| 2013 | Cyber Yach („Niemiłość”) | Yach Film | Nominacja | [ 73 ] |